# Roflumilast
Le roflumilast est une molécule, inhibitrice de la phosphodiestérase 4 et utilisée comme médicament dans la bronchopneumopathie chronique obstructive (BPCO). Ce médicament est déconseillé par la revue médicale indépendante Prescrire.

## Efficacité
Il diminue le nombre d'exacerbations des BPCO et améliore la fonction ventilatoire, que le patient soit traité par bêta-2-mimétiques de longue durée d'action ou par du tiotropium. Cela reste vrai dans les cas sévères, sous corticoïdes et traitements associés.
Testé sous forme d'application locale (crème) dans le psoriasis, il permet la régression des plaques.

## Effets secondaires
Il semble améliorer l'équilibre glycémique chez le diabétique de type 2, même si ce n'est pas son indication. Il ne semble pas avoir d'incidence sur les maladies cardio-vasculaires.